# (583) Klotilde
(583) Klotilde es un asteroide perteneciente al cinturón de asteroides descubierto el 31 de diciembre de 1905 por Johann Palisa desde el observatorio de Viena, Austria.
Está nombrado por una hija del astrónomo austriaco Hofrat Edmund Weiss (1837-1917).